# Napaeus isletae
Napaeus isletae és una espècie de gastròpode eupulmonat terrestre de la família Enidae endèmica de les Canàries.

## Morfologia
La conquilla és allargada, molt esvelta i de color marró uniforme i mesura de 16 mm d'alt i 5 mm de diàmetre. L'obertura és curta i ampla. El peristoma (la vora de l'obertura) és fi.

## Hàbitat
És terrestre i viu entre 120 i 238 m d'altitud.

## Distribució geogràfica
És un endemisme de les illes Canàries: Gran Canària.

## Estat de conservació
La seua àrea de distribució coneguda no arriba als 3 km² i és una espècie tan poc freqüent que només se n'han recollit dos exemplars vius fins al moment. La seua principal amenaça és la probable expansió de la capital provincial, Las Palmas de Gran Canaria, vers l'àrea que ocupa.

## Observacions
Comparteix el seu hàbitat amb Hemicycla saulcyi saulcyi, una altra espècie igualment amenaçada d'extinció.